# Haljala
Haljala è un comune rurale dell'Estonia nordorientale, nella contea di Lääne-Virumaa. Il centro amministrativo è l'omonimo borgo (in estone alevik).

## Località
Oltre al capoluogo, il comune comprende 22 località (in estone küla):
- Aaspere
- Aasu
- Aasumetsa
- Aaviku
- Auküla
- Essu
- Idavere
- Kandle
- Kavastu
- Kisuvere
- Kõldu
- Kärmu
- Kärmu
- Liiguste
- Pehka
- Põdruse
- Sagadi
- Sauste
- Tatruse
- Vanamõisa
- Varangu
- Võle